# Musikerviertel (Flensburg)

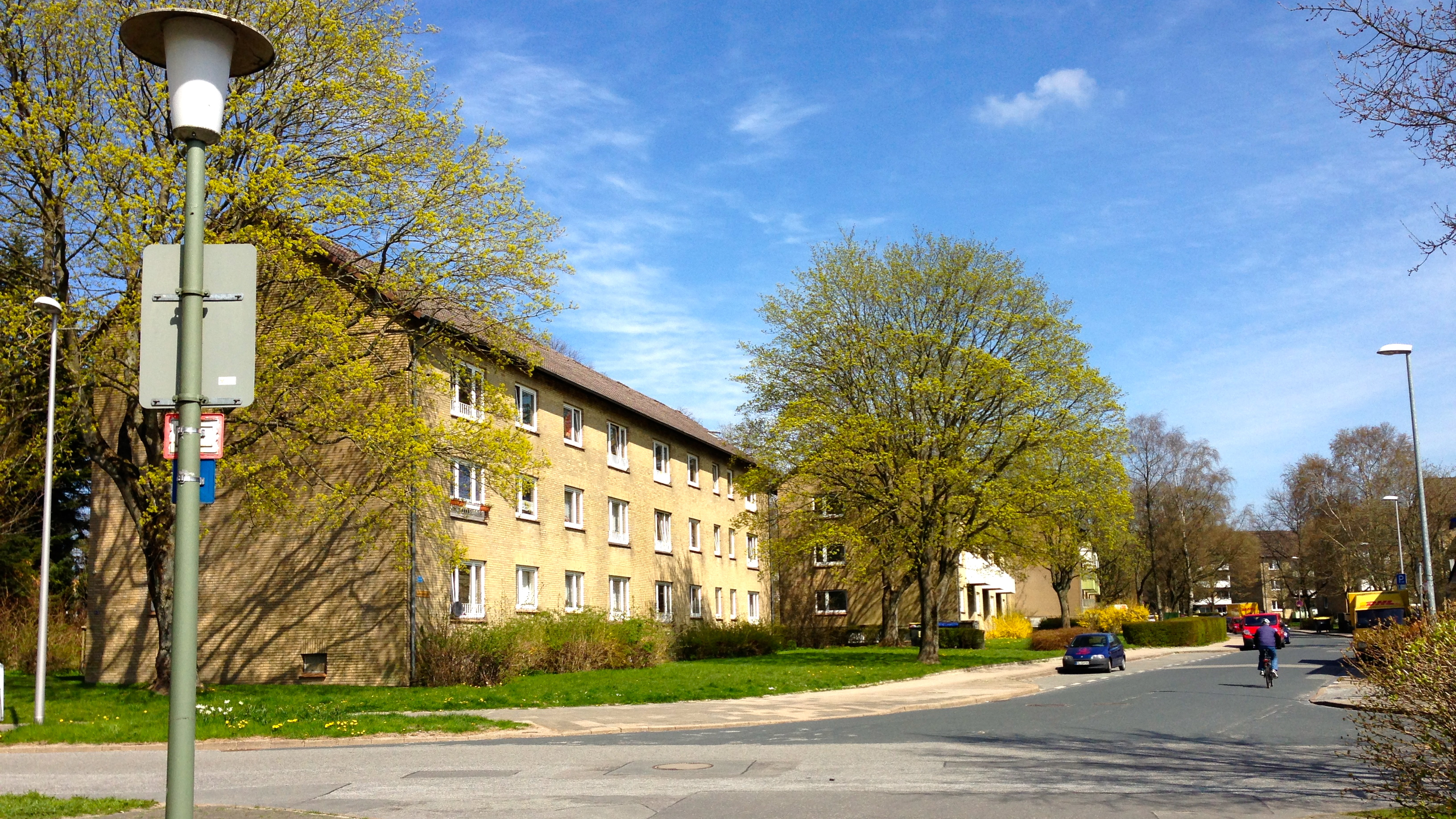
Der Beginn der Beethovenstraße, am westlichen Rand des Musikerviertels (2013).

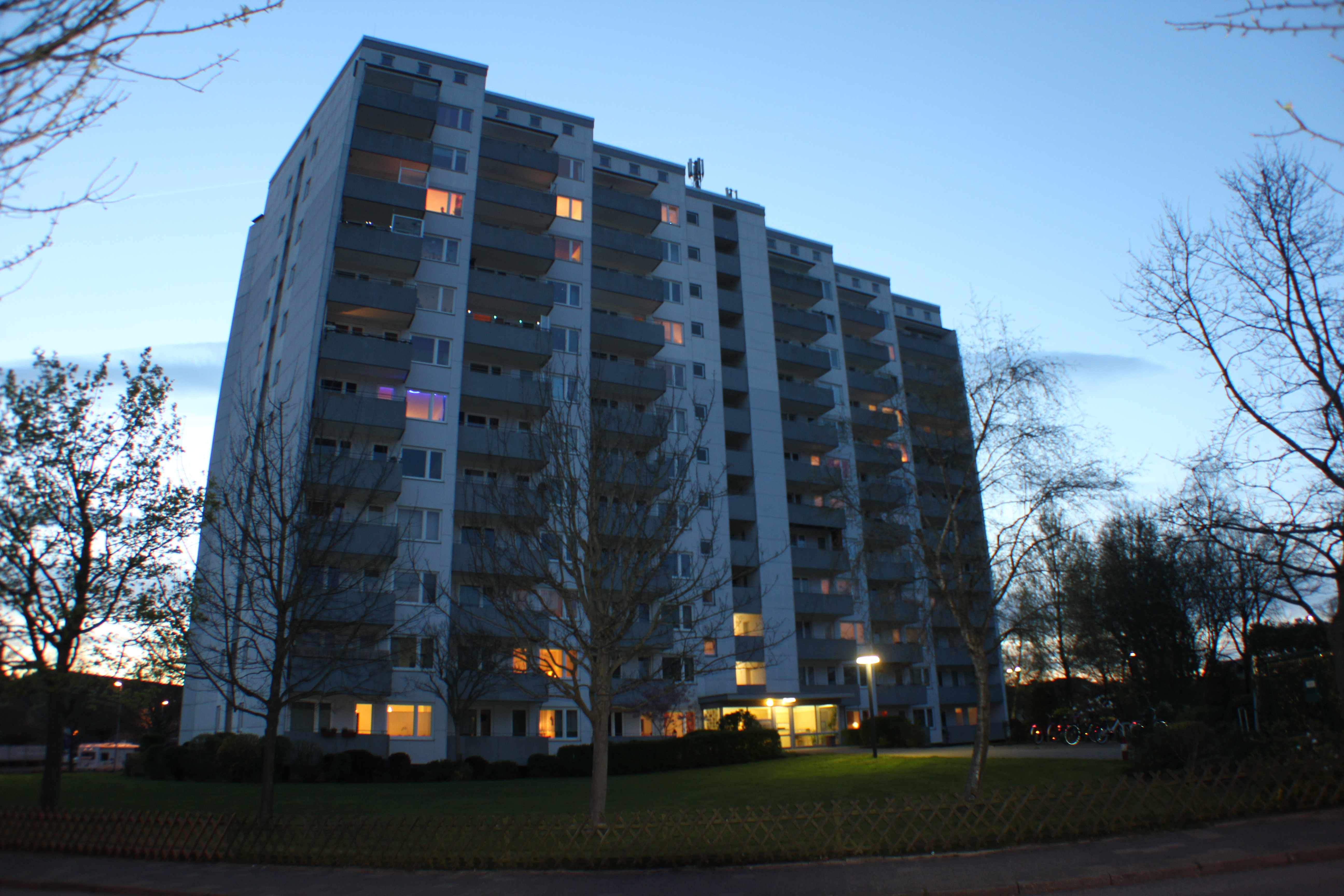
Hochhaus Brahmstraße 1 (Foto 2014)

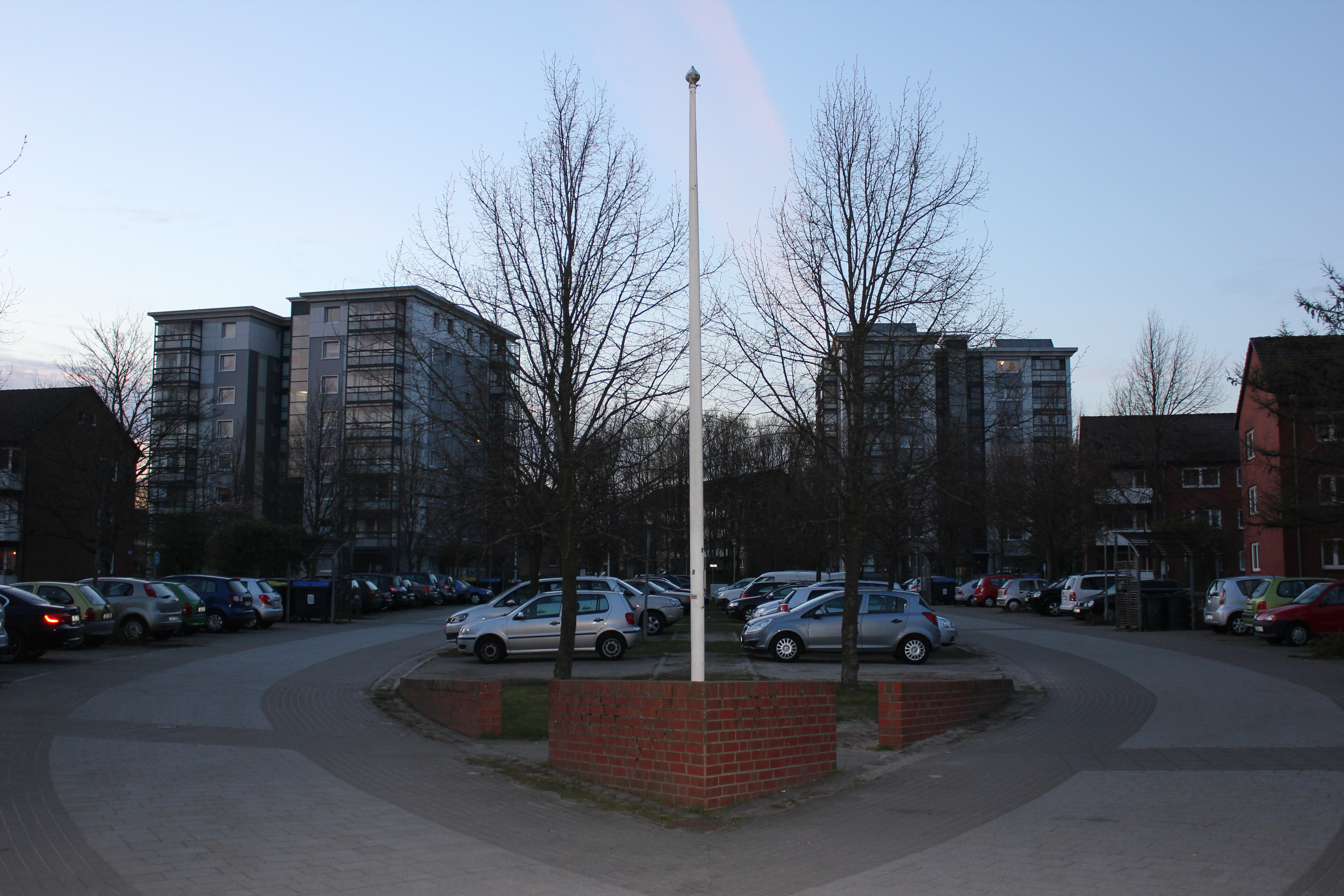
Die beiden Punkthäuser im Franz-Schubert-Hof (Foto 2014)

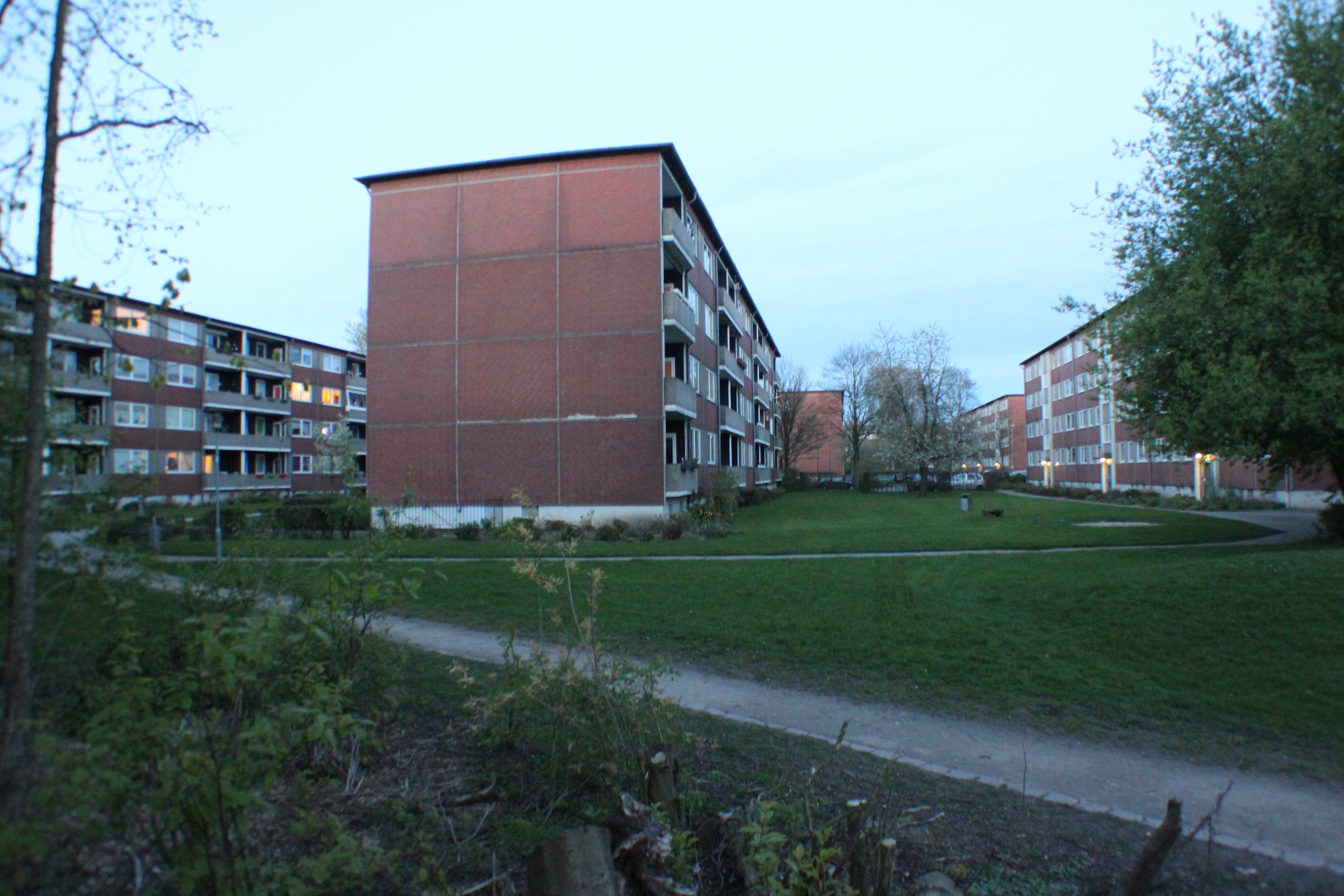
Backsteinerne Wohnhäuserreihen des Musikerviertels (Foto 2014)

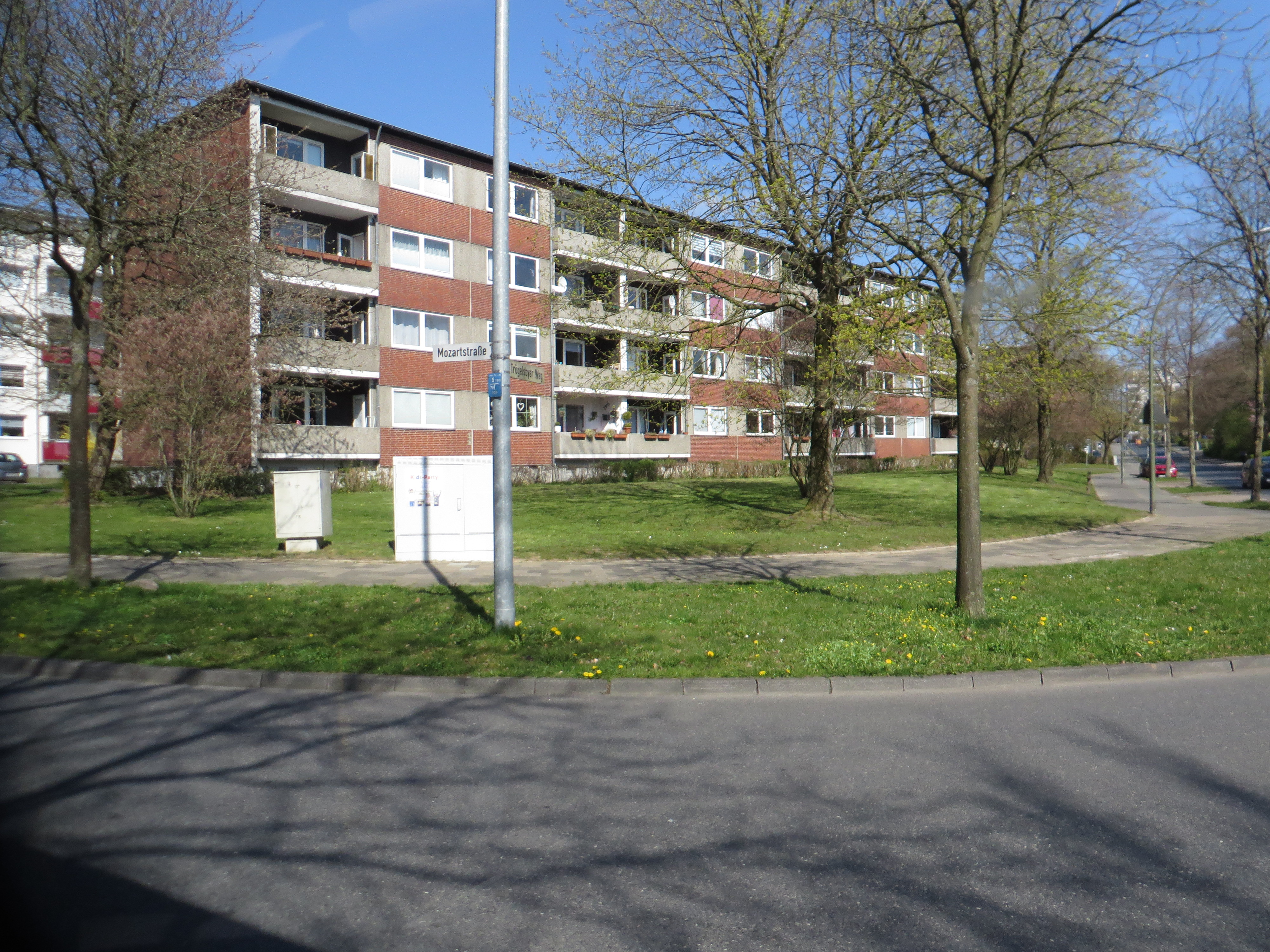
Mozartstraße 2 (Foto 2019)

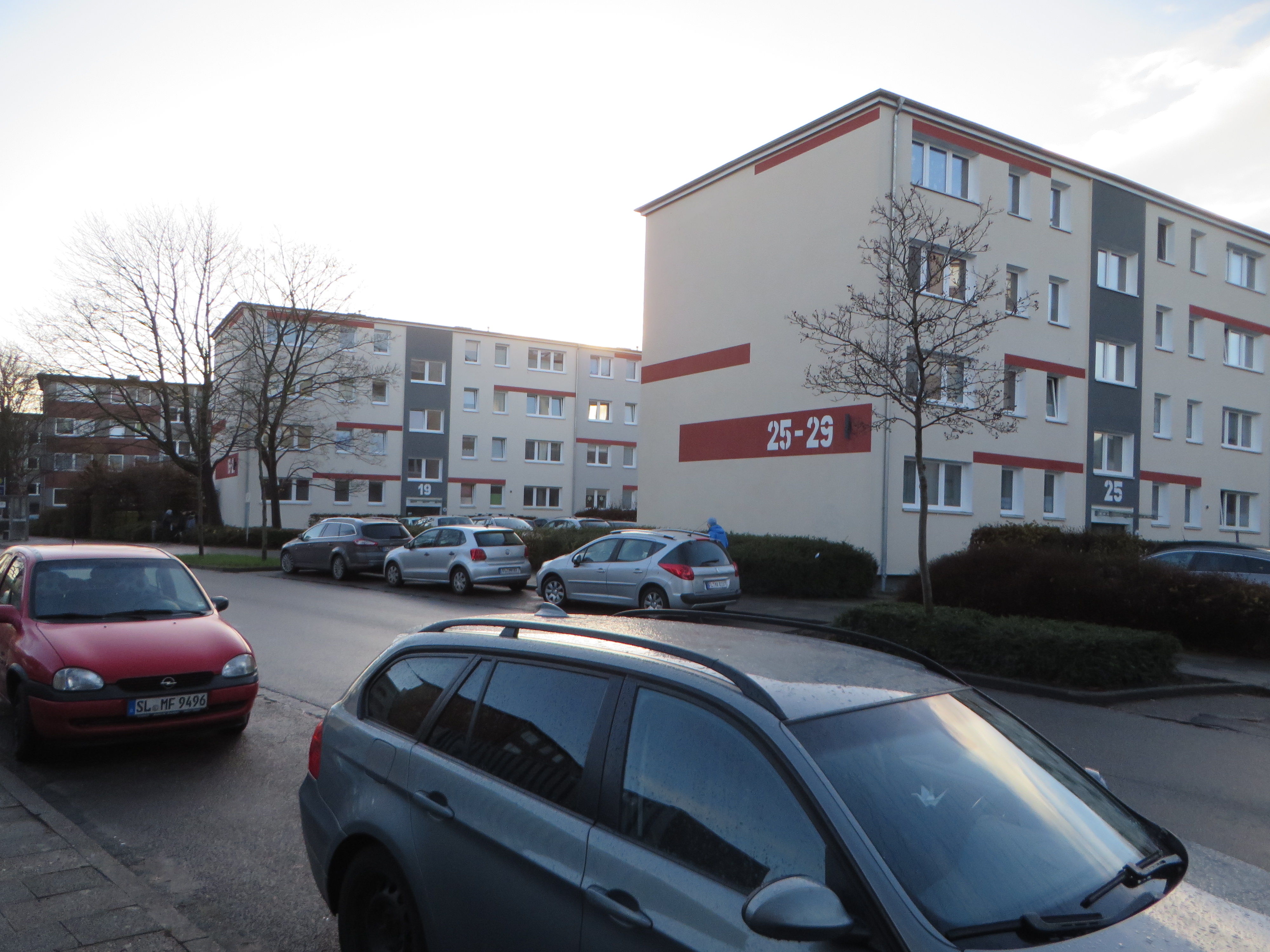
Zeilenbauten Mozartstraße 13-7, 19-23, 25-29 (Foto 2017)

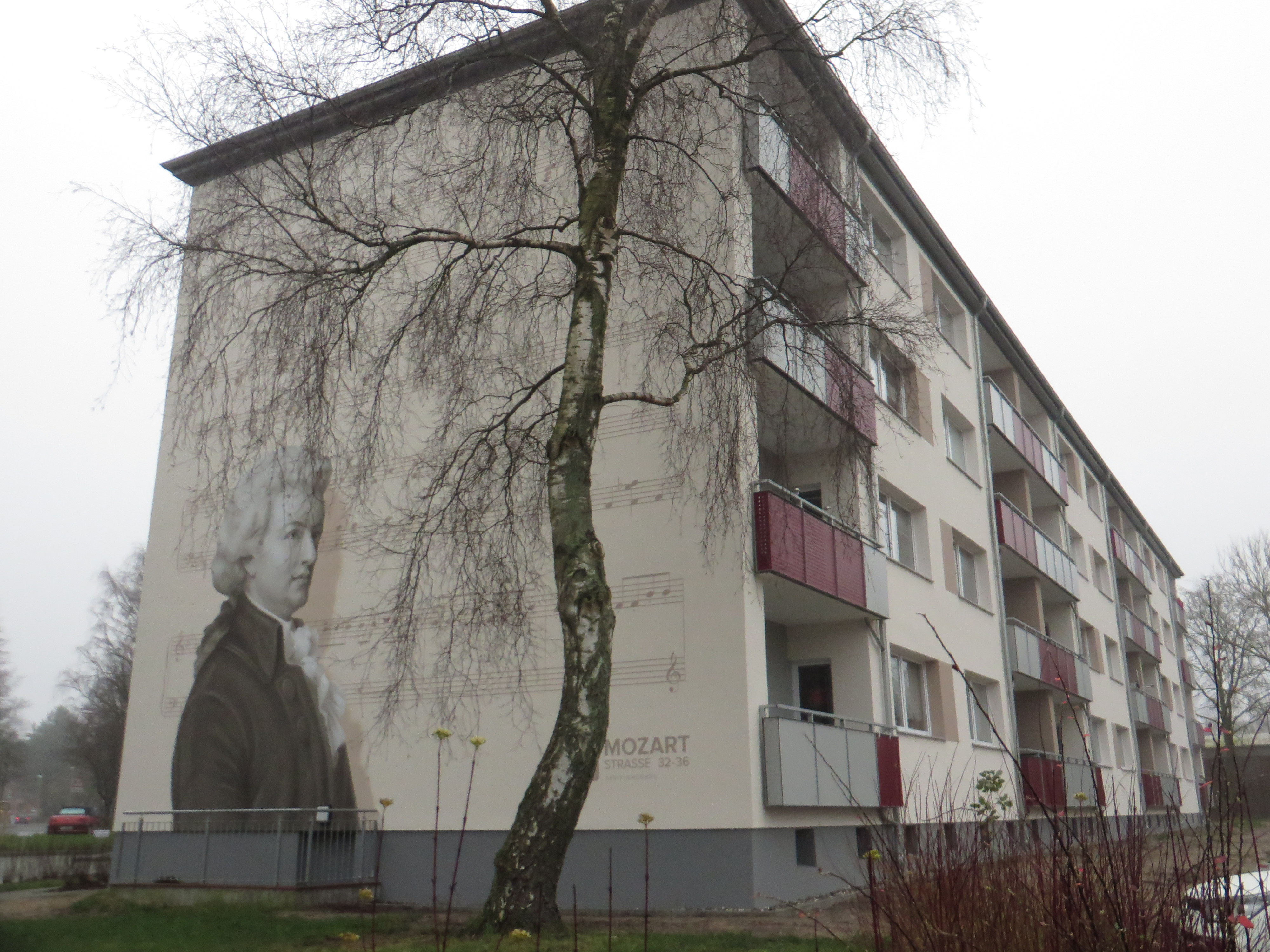
Der Komponist Wolfgang Amadeus Mozart auf der Außenwand eines sanierten Hauses. (Foto 2020)

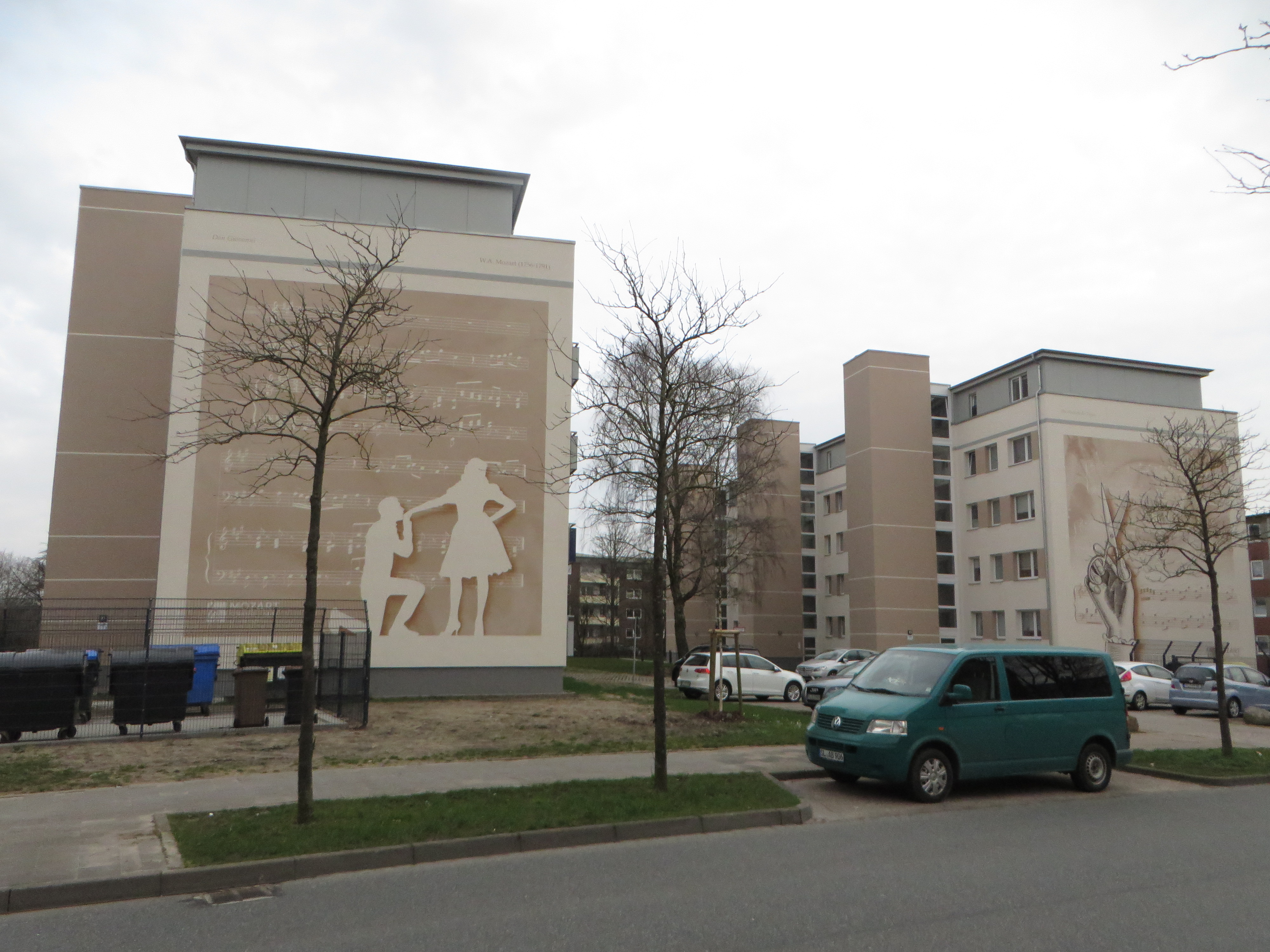
Zwei der Außenwandbemalungen in der Mozartstraße (2018)

Das Musikerviertel in Flensburg-Engelsby ist ein Stadtgebiet, das im 20. Jahrhundert in Form einer Großwohnsiedlung entstand und einen großen Teil des Stadtteils Engelsby darstellt. Die Straßen im Viertel wurden nach Komponisten benannt.

## Lage
Das Musikerviertel liegt inmitten des Stadtteils Engelsby. Am westlichen Rand des großflächigen Musikerviertels liegt Engelsby-Süd. Am östlichen Rand befinden sich das Sternenviertel, Twedt, Trögelsby und der Vogelsang. Im Süden wird das Musikerviertel durch den Stadtteil Tarup inklusive des Adelbyer Gebiets begrenzt. Entlang des nördlichen Randes verlaufen die Engelsbyer Straße sowie die Nordstraße.

## Hintergrund
Die Bausubstanz des Musikerviertels, die aus Geschosswohnungsbauten (Zeilenbauten und Hochhäusern) besteht, entstand größtenteils in der Zeit von 1961 bis 1968. Zum Ende des Zweiten Weltkrieges war Flensburg durch den Zuzug von Flüchtlingen kurzfristig zu einer Großstadt herangewachsen. Nach dem Krieg bemühte sich die Stadt die Wohnumstände der Flüchtlinge zu verbessern und Flüchtlingslager, die über die ganze Stadt verteilt waren, nach und nach zu schließen. In Folge wurde insbesondere im Ostteil der Stadt Wohnraum geschaffen. Die Bautätigkeit konzentrierte sich in den 1950er Jahren zunächst noch auf den benachbarten Stadtteil Fruerlund. Die Stadt Flensburg zählte 1960 über 97.000 Einwohner (vgl. Einwohnerentwicklung von Flensburg), von denen 2.436 Menschen in 11 Gemeinschaftslagern leben mussten. Es sollte wegen des Mangels weiterer Wohnraum im Randbereich der Stadt geschaffen werden. Anfang der 1960er Jahre begann schließlich die Erschließung und Bebauung des Bereichs direkt südlich der Engelsbyer Straße, wo sich damals noch unbebaute Flächen, Felder und Wiesen befanden.
Im Zuge dieser Bebauung entstanden mehrere Straßen, die nach Komponisten benannt wurden. Die ersten Straßen des neuen Viertels erhielten am 5. April 1961 ihren Namen. Es 
waren dies: die Beethovenstraße, die Brahmsstraße, die Dietrich-Buxtehude-Straße, der Franz-Schubert-Hof, der Händelhof, die Mozartstraße sowie die Weberstraße. Am 27. September 1962 folgte die Benennung der Joseph-Hayebaudn-Straße. Die Richard-Wagner-Straße bekam ihren Namen am 9. November 1965 zugesprochen. Mit den Benennungen der Straßen wurde auch schrittweise der Aufbau der an ihnen liegenden Mietswohnhäuser vollendet. Im Jahr 1966 wurden so auch die Punkthäuser Franz-Schubert-Hof 20 und 21 sowie Mozartstraße 31 vollendet. Im selben Jahr konnte im Übrigen die letzte Flüchtlingsbaracke Flensburgs geräumt werden. Der Franz-Liszt-Hof und die Nikolaus-Bruhns-Straße erhielten am 9. Oktober 1969 ihre Namen. Mit einem großen zeitlichen Abstand erhielt letztlich die Max-Reger-Straße am 5. Juli 1979 ihren Namen. Irgendwann in dieser Zeit entstand zudem in der Brahmstraße 1, an der Ecke zur Mozartstraße, das größte Hochhaus der Großwohnsiedlung.
Nach dem Bau dieser ungefähr 1.280 Wohneinheiten erhöhte sich die Bevölkerungszahl des Stadtteils Engelsby um ungefähr 2.900 Menschen. Der Kirchenvorstand der Adelbyer Kirche reagierte auf den Bevölkerungsanstieg der 1960er Jahre. Für die Kinder des Musikerviertels wurde 1970 die Evangelische Kindertagesstätte Engelsby in der Brahmsstraße eingerichtet. Die unweit der Kita gelegene städtische Grundschule Engelsby, in der Brahmsstraße 2, mit ihrem zugehörigen, großen Sportplatz, wurde offensichtlich relativ zeitgleich inmitten des Musikerviertels eingerichtet. Der Kirchenvorstand Adelby reagierte zudem mit dem Bau eines Gemeindezentrums inmitten des Viertels. In dem 1973 fertiggestellte Gemeindezentrum, das aus einer kleinen Kapelle und einem Vielzwecksaal besteht, finden seitdem Gottesdienste und verschiedene andere Veranstaltungen statt.
Die Mozartstraße entwickelte sich zu einer Hauptstraße des Musikerviertels. An ihr liegen heute mehrere Ladengeschäfte, Restaurants, eine Filiale der örtlichen Sparkasse sowie mehrere Bushaltepunkte. In den 1980er und 1990er Jahren zogen viele Spätaussiedler im Musikerviertel ein. 1998 wurde in einem Hochhaus im Franz-Schubert-Hof 21 die Polizeistation Engelsby eingerichtet. In den 1990er Jahren war es zu gewalttätig ausgetragenen Konflikten zwischen Engelsbyer und Mürwiker Jugendlichen gekommen. Auch Vandalismus war ein Problem. 2004 wurde der Polizeistation im Viertel ein Dokumentarfilm gewidmet. Nach dem Bau der Osttangente erhielt die Mozartstraße 2007 eine Anbindung zur Nordstraße (B 199). Die Wohnqualität und das positive Image des Musikerviertels konnte seit den ersten 2000er Jahren durch Umbaumaßnahmen gesteigert werden.
Seit 2017 wurden die fünf viergeschossigen Zeilenbauten des Selbsthilfe-Bauvereins an der Mozartstraße saniert. Ihre Rotbacksteinfassade, aus den 1960er Jahren, wurde durch eine neue, weiße Fassade ersetzt, Außenfahrstühle sowie Staffelgeschosse für neuen Wohnraum wurden hinzugefügt. Des Weiteren erhielten die Außenfassaden der Häuser, zur Straße hin, acht Meter mal acht Meter große Wandmalereien mit Motiven zu Musikstücken des Komponisten Wolfgang Amadeus Mozart. Die Mozart-Stücke auf denen die Außenwandbemalungen der Mehrfamilienhäuser an der Mozartstraße beruhen sind: Die Hochzeit des Figaro, Don Giovanni, Die Entführung aus dem Serail, Eine kleine Nachtmusik sowie Die Zauberflöte. Auch zwei der westlich an der Mozartstraße gelegene Rotbackstein-Mehrfamilienhäuser (Nr. 9-23, 25-29) wurden offensichtlich in diesem Zeitraum weitgehend umgestaltet. Einige der benachbarten, westlich und östlich gelegenen Wohnhäuser, deren Optik denen der sanierten Häuser ursprünglich ähnelten, wurden bisher nicht umgebaut. Heutzutage wohnt offensichtlich der größte Teil der Engelsbyer weiterhin in den erwähnten mehrgeschossigen Wohnblöcken des Musikerviertels. Lediglich in den Randbereichen des Musikerviertels wohnen Familien in Einfamilienhäusern.